# Ettlingen
Ettlingen est une ville d'Allemagne, située au sud de Karlsruhe, dans le Bade-Wurtemberg, au pied de la Forêt-Noire du nord. Elle est la deuxième plus grande ville du district de Karlsruhe (derrière Bruchsal).

## Géographie

### Situation
La commune d'Ettlingen se situe dans l'Albgau, au sud du district de Karlsruhe, et dans l'ouest du land de Bade-Wurtemberg, à proximité du département français du Bas-Rhin, de la région Alsace (env. 20 km).
Ettlingen est limitrophe des communes :
Le centre-ville de Karlsruhe, chef-lieu de l'arrondissement, se trouve à 7,5 km, et celui de Stuttgart, la capitale du Bade-Wurtemberg, à 72 km.

### Hydrographie
La commune est traversée par la rivière Alb ou Jura, en français.

### Relief
La partie occidentale de la commune, la plus grande, se situe sur la plaine du Rhin supérieur, à la porte de la vallée de l'Alb, et sa partie orientale, la plus petite, sur les collines nord de la Forêt-Noire, à proximité du parc naturel Centre/Nord.

### Morphologie urbaine
L'actuelle ville se compose du vieil Ettlingen et de ses faubourgs. La commune est constituée, quant à elle, d'Ettlingen et des villages d'Ettlingenweier, Oberweier, Bruchhausen, Spessart, Schöllbronn et Schluttenbach. Si ceux-ci ne jouxtent pourtant pas la ville, ils sont toutefois rattachés successivement à la commune entre 1972 et 1974.

## Histoire
| Appartenances historiques Margraviat de Bade 1219-1535 Margraviat de Bade-Bade 1535-1771 Margraviat de Bade 1771-1803 Électorat de Bade 1803–1806 Grand-duché de Bade 1806–1918 République de Weimar 1918–1933 Reich allemand 1933–1945 Allemagne occupée 1945–1949 Allemagne 1949–présent |

À l'époque romaine, le territoire est occupé par un petit vicus, avec une place de commerce et un lieu de culte, à l'intersection de deux importantes voies romaines.
La première mention d'Ettlingen (Ediningom), figure dans un acte de donation du monastère de Wissembourg, aujourd'hui en Alsace (France), datant de 788.
Ettlingen bénéficie du droit de marché en 965, et de celui de cité en 1192.
En 1219, la ville devient badoise.
En 1452, le premier moulin à papier de Bade y est édifié.
En 1689, Ettlingen est entièrement détruite par un incendie causé par la guerre de succession du Palatinat.
En 1707, à la mort de son époux Louis le Turc, la margravine Sibylle, fait reconstruire le château Renaissance de la ville, dans un style baroque, par l'architecte Rohrer.
En 1791, l'évêque de Strasbourg, le cardinal de Rohan fait déplacer le séminaire épiscopal de Strasbourg à Ettlingen par refus de la constitution civile du clergé.
Le 9 juillet 1796, une bataille indécise oppose l'armée française de Jean Victor Moreau à celle de l'archiduc Charles d'Autriche. Elle est connue comme bataille de Malsch (de) ou bataille d'Ettlingen. Ce dernier nom figure sur la liste des batailles gravées sur l'arc de triomphe de l'Étoile.
Au XIXe siècle, Ettlingen devient une ville industrielle tournée vers les industries textiles et du papier.
En 1953, un premier jumelage est établi avec la commune française d'Épernay (Marne).
En 1971, un deuxième jumelage est établi avec la commune belge de Middelkerke.
De 1972 à 1974, les villages d'Ettlingenweier, Bruchhausen, Oberweier, Schöllbronn, Spessart, Schluttenbach, respectivement mentionnés pour la première fois en 1100, 1102, 1115, 1254, 1265 et 1346, sont administrativement rattachés à la commune.
À partir de 1975, la vieille ville est réhabilitée.
En 1976, Ettlingen remporte la finale des Jeux sans frontières, à Blackpool, en Angleterre.
En 1980, un troisième jumelage est établi avec la commune britannique de Clevedon.
En 1988, Ettlingen est choisie pour accueillir la huitième Exposition horticole du land de Bade-Wurtemberg.
En 1990, un quatrième jumelage est établi avec la commune saxonne de Lödau.
En 1992, un cinquième jumelage est établi avec la ville russe de Gatchina.
En 1994, la réalisation du tunnel du Wattkopf permet la déviation d'une partie de la circulation à l'extérieur de la ville.
En 1995, l'ancienne caserne Rheinland, jadis occupée par l'armée allemande, puis américaine, est convertie en école privée, cabinets médicaux, centre d'immatriculation du véhicule, logements et salle de cinéma.
En 1998, la Villa Watthalden, située à l'entrée de la ville, est réhabilitée.
En 2005: Le Moulin à papier Buhl est transformé en salle de conférence.
En 2007, un sixième jumelage est établi avec la ville italienne de Menfi.
- Histoire de la communauté juive d'Ettlingen:

## Administration et politique
| Période | Période  | Identité                   | Étiquette   | Qualité |
| ------- | -------- | -------------------------- | ----------- | ------- |
| 1945    | 1945     | Fritz Strauss              |             |         |
| 1945    | 1946     | Otto Carnier               |             | Médecin |
| 1946    | 1948     | Heinrich Theophil Kaufmann | BCSV        |         |
| 1948    | 1974     | Hugo Rimmelspacher         | SPD         |         |
| 1974    | 1987     | Erwin Vetter               | CDU         |         |
| 1987    | 2003     | Josef Offele               | CDU         |         |
| 2003    | 2011     | Gabriela Bussemaker        | FDP         |         |
| 2011    | en cours | Johannes Arnold            | indépendant |         |

Depuis 1966, Ettlingen dispose de pouvoirs supérieurs à ceux d'une simple commune, que seul le district de Karlruhe peut superviser.

## Démographie
| 1945   | 1950   | 1961   | 1970   | 1975   | 1980   | 1987   | 1990   | 1995   |
| ------ | ------ | ------ | ------ | ------ | ------ | ------ | ------ | ------ |
| 10 799 | 16 451 | 19 390 | 21 464 | 34 455 | 36 995 | 37 168 | 37 759 | 38 546 |

| 2000   | - | - | - | - | - | - | - | - |
| ------ | - | - | - | - | - | - | - | - |
| 38 420 | - | - | - | - | - | - | - | - |

## Économie
Ettlingen est une ville industrielle, membre de la TechnologieRegion Karlsruhe, alliance économique, scientifique, administrative et culturelle, regroupant huit communes et deux arrondissements.
Les entreprises notables de la ville sont la société de textile Bardusch, celle de conseil IT-Cirquent, celle de chirurgie ophtalmique Abbott Medical Optics Germany, et le leader de centre d'appels de l'industrie Walter Telemedia Group.
Le tourisme alimente aussi secondairement l'économie de la ville.

## Société

### Enseignement
La commune compte huit écoles primaires, deux collèges, cinq lycées et deux établissements spécialisés. Ses habitants disposent aussi d'une bibliothèque municipale, d'une université populaire et d'un conservatoire de musique.

### Sports et loisirs
Concernant les sports, la commune ne compte pas moins de 200 clubs, et ses habitants jouissent de plusieurs salles omnisports et courts de tennis, d'une piscine publique, d'un autodrome, d'un stade, ainsi que de nombreux chemins de randonnées pedestres ou cyclistes.
Concernant les loisirs, la commune compte une quinzaine d'aire de jeux pour enfants, un centre de jeunesse, un centre de rencontre, les deux bureaux de jeunesses catholique et protestante, ainsi que de nombreuses associations.

### Médias
La presse locale est la même que celle de Karlsruhe, à savoir le journal Badische Neueste Nachrichten et les programmes de la Baden TV sont diffusés sur les postes de télévision de la ville. En revanche, Ettlingen dispose de sa propre station de radio : RadioEttlingen.

### Jumelages
- Épernay (France) depuis 1953: c'est le deuxième jumelage entre une ville allemande et une ville française après Montbéliard et Ludwigsburg. Des échanges scolaires sont organisés avec le collège Côte-Legris d'Épernay.
- Middelkerke (Belgique) depuis 1971
- Clevedon (Royaume-Uni) depuis 1980
- Löbau (Saxe) depuis 1990
- Gatchina (Russie) depuis 1992
- Menfi (Italie) depuis 2007

## Manifestations
En dehors des nombreuses festivités et manifestations culturelles et sportives, Ettlingen organise chaque année, le carnaval de Lundi Gras, ainsi qu'en juillet-août, depuis 1979, le Festival du château, et tous les deux ans, en août, depuis 1988, le Concours international des pianistes.

## Lieux et monuments

### Édifices civils

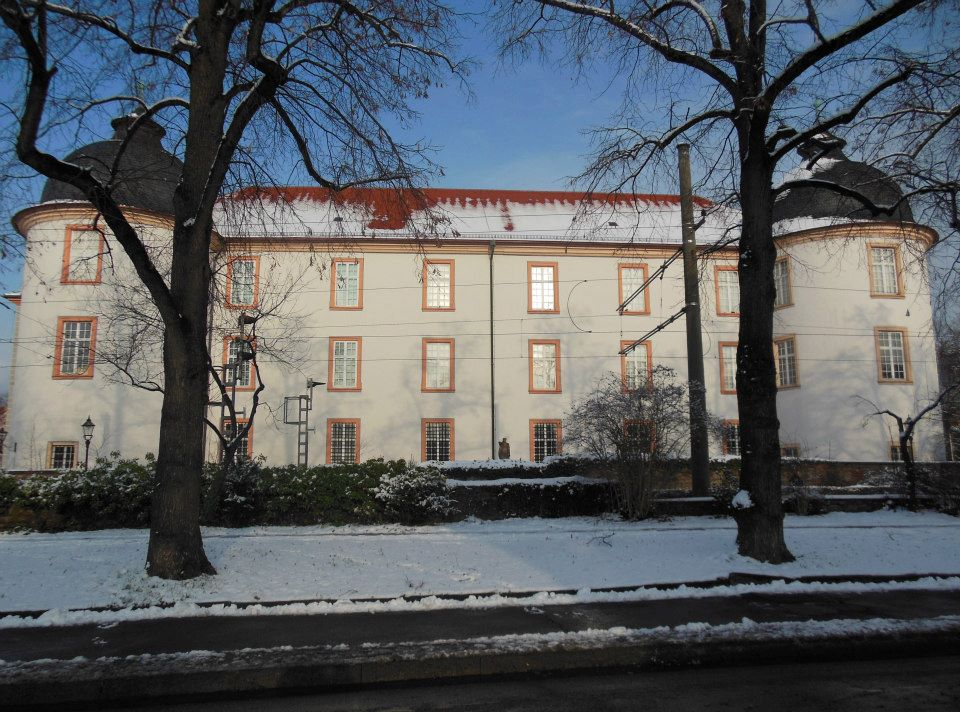
Le château
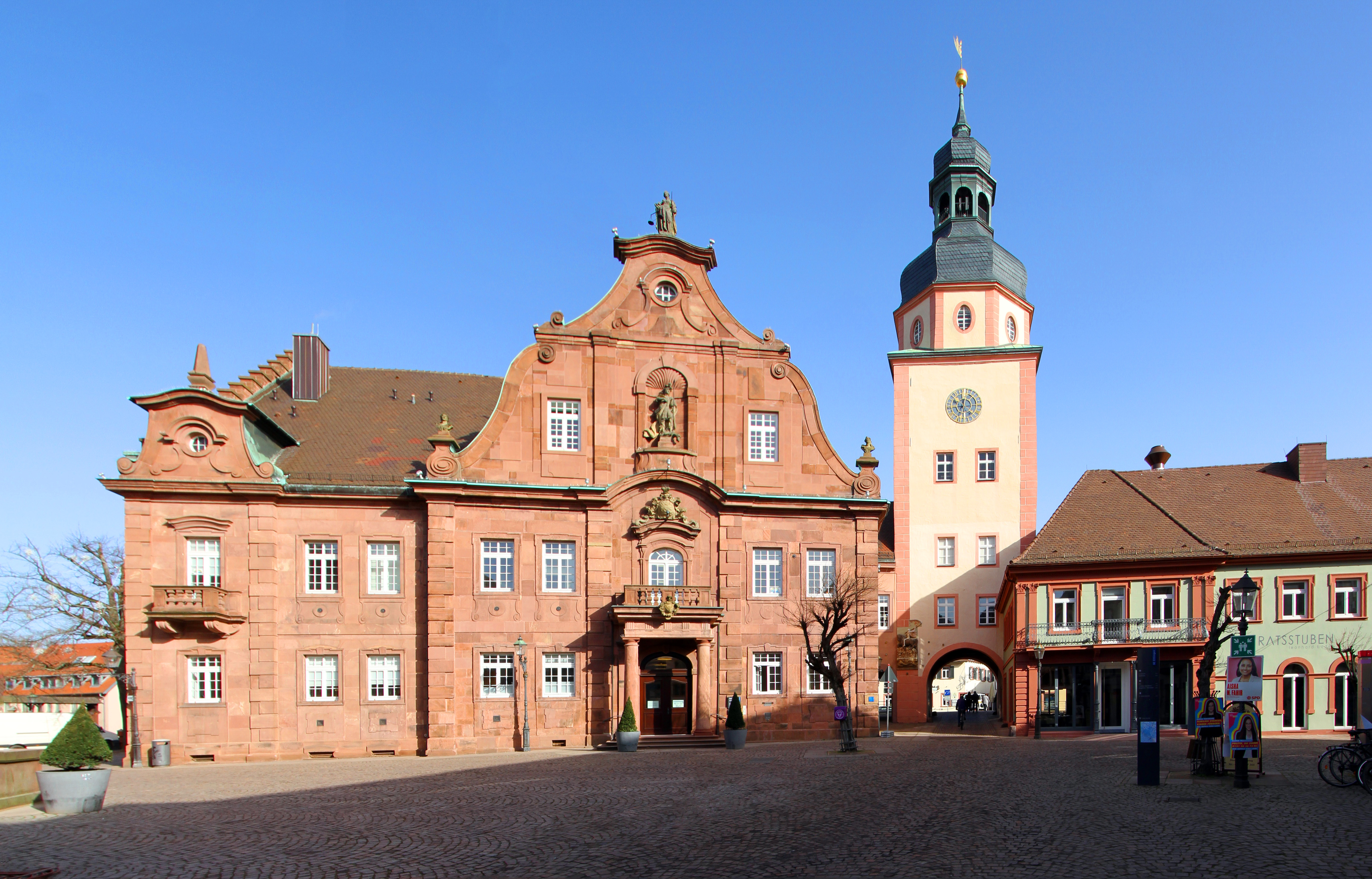
Hôtel de ville et tour
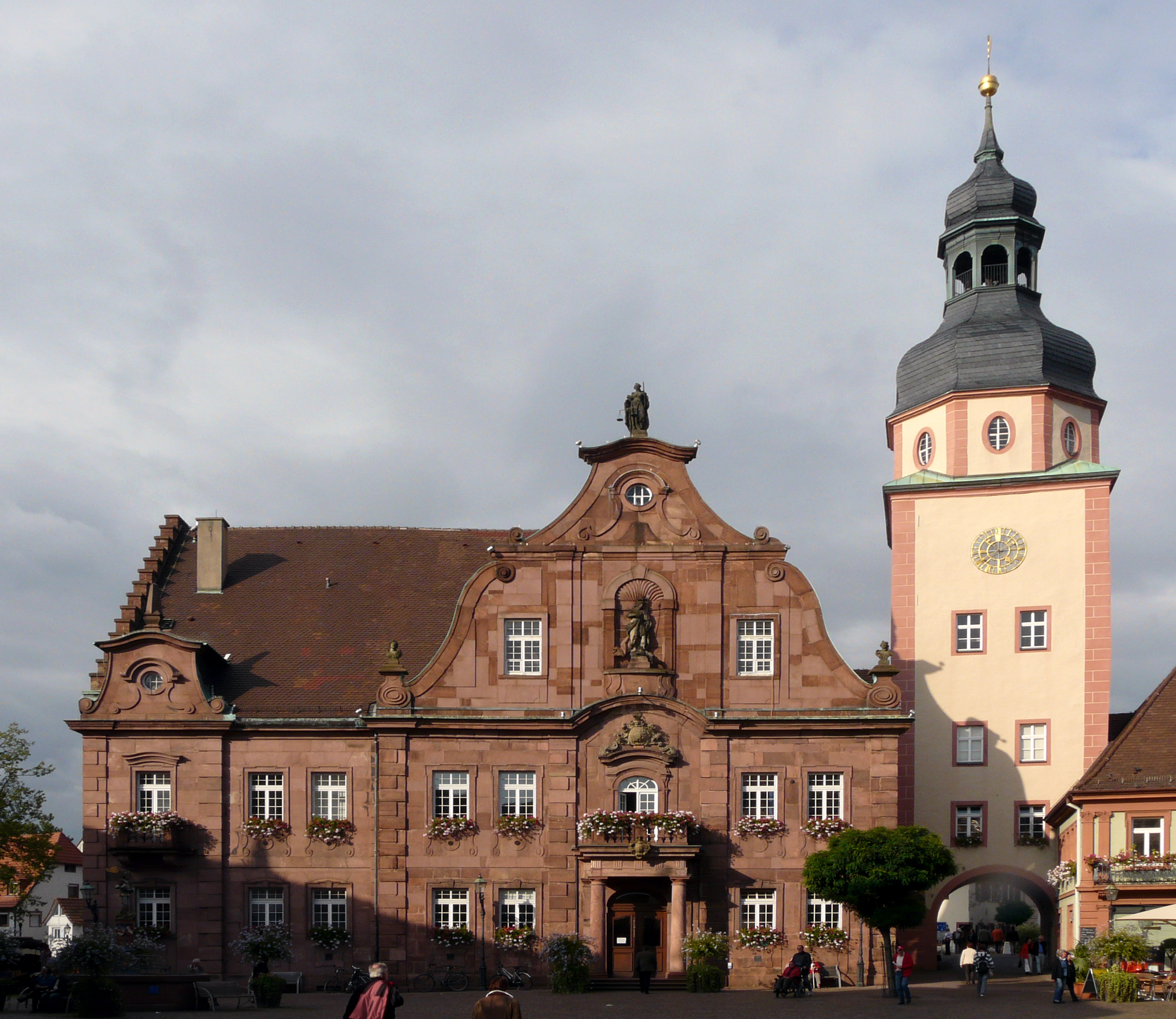
Hôtel de ville et tour
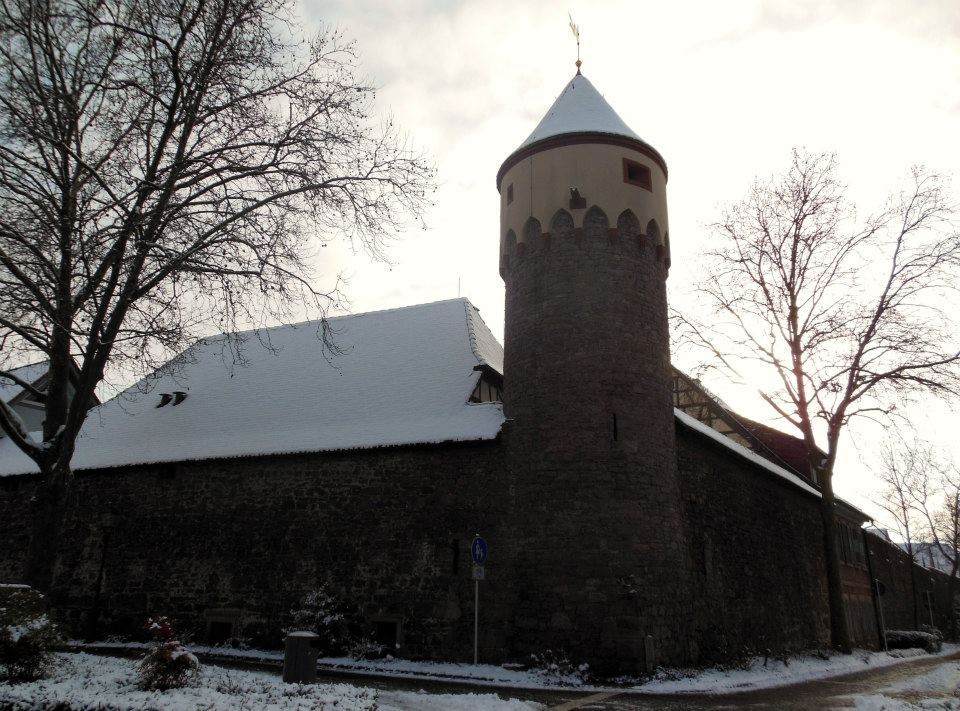
Remparts et tour Lauerturm
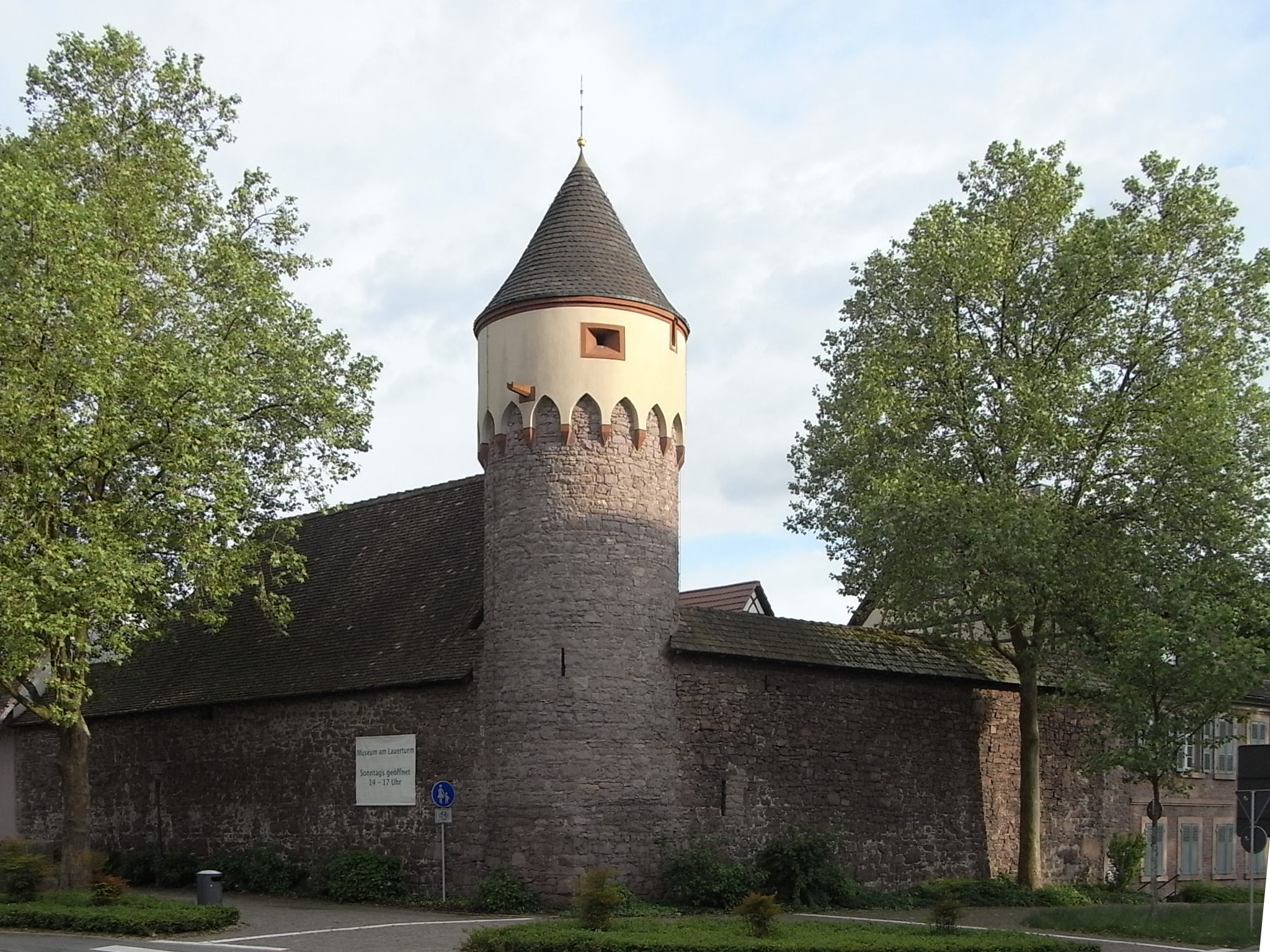
Remparts et tour Lauerturm
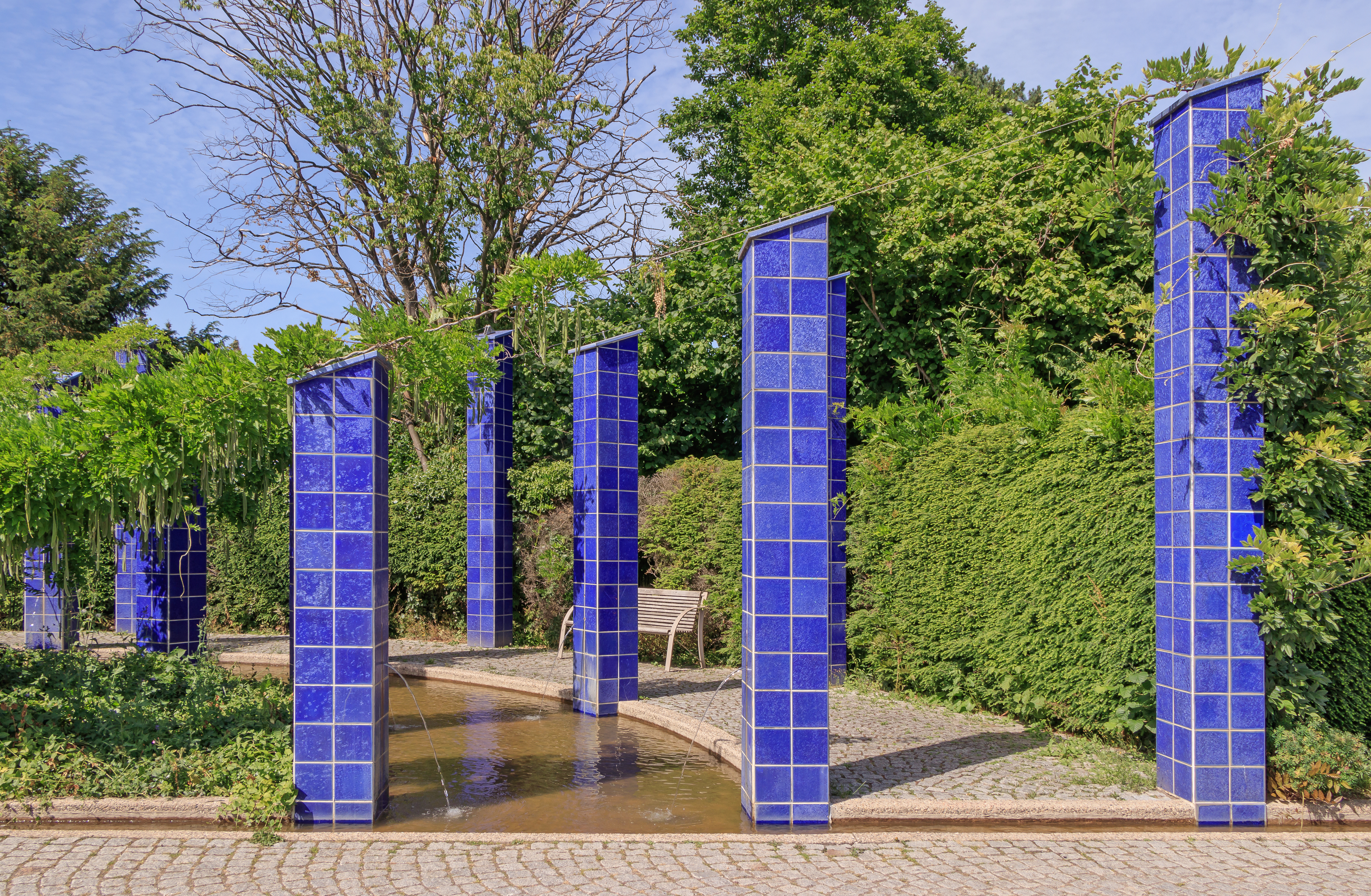
« Wasserfenster und Kanzel », une œuvre de Hans Peter Reuter (de) à Ettlingen. Juin 2022.

- Château (XVIe–XVIIIe s), abrite les actuels musées Albgau (histoire locale), Städtische Galerie (histoire badoise), et annexe du Lindenmuseum de Stuttgart (artisanat d'art japonais et chinois du XIXe s), sur la Schlossplatz;
- Hôtel de ville (XVIIe s), sur la Marktplatz;
- Remparts et tour Lauer, sur la Lauergasse;
- Tour Bismarck, à proximité du Vogelsangweg;
- Tour de l'hôtel de ville (XIIIe s), sur la Marktplatz.

### Édifices religieux

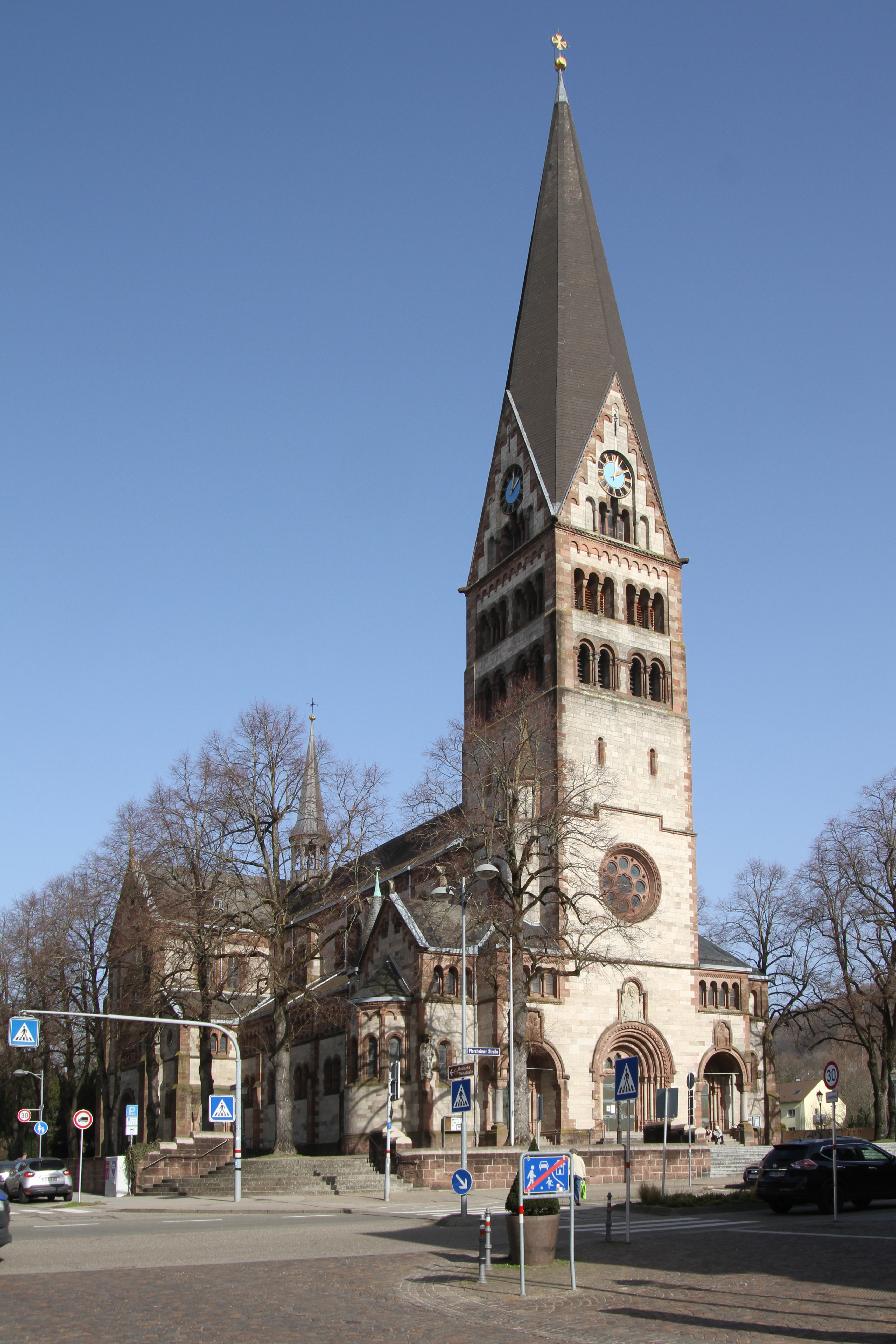
Sacré-Cœur
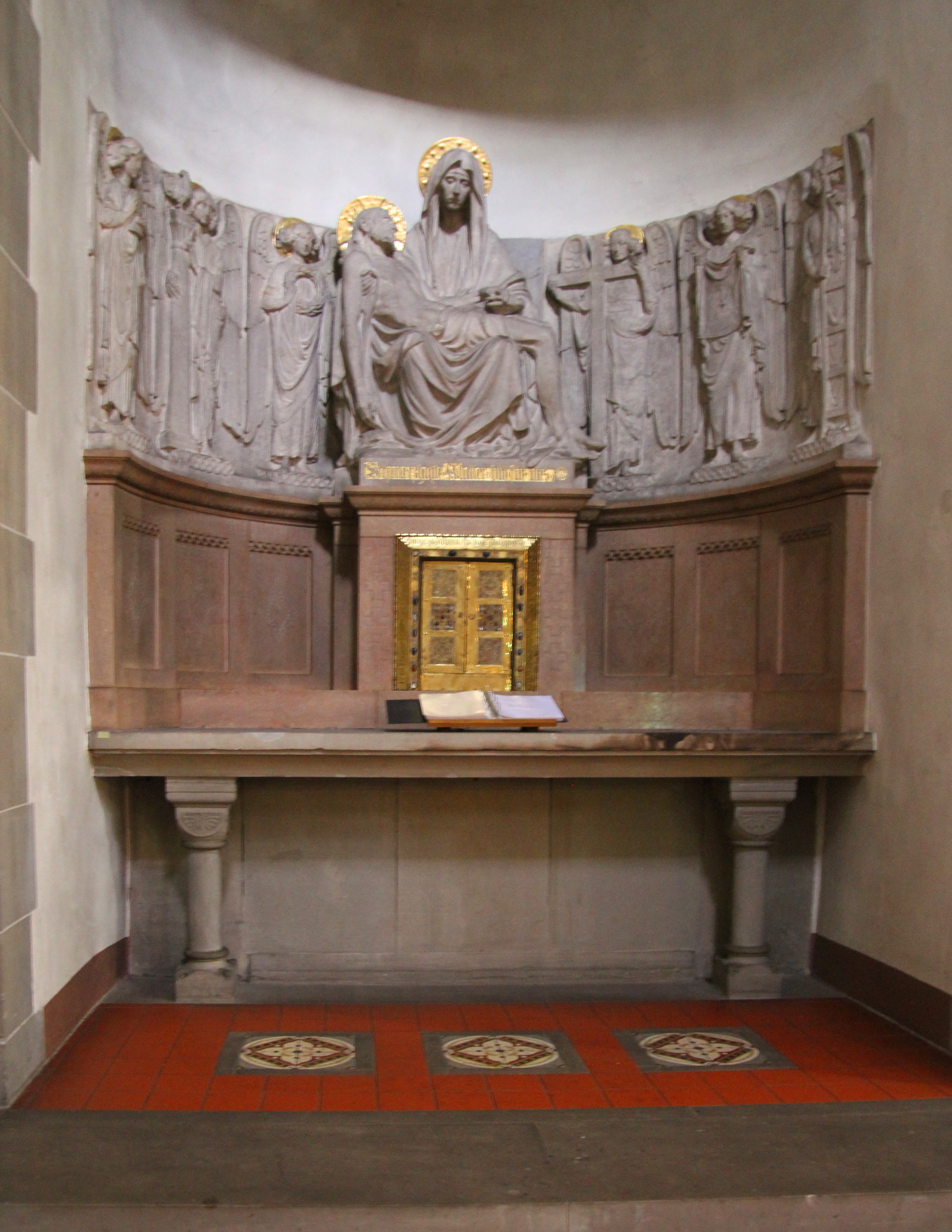
Sacré-Cœur
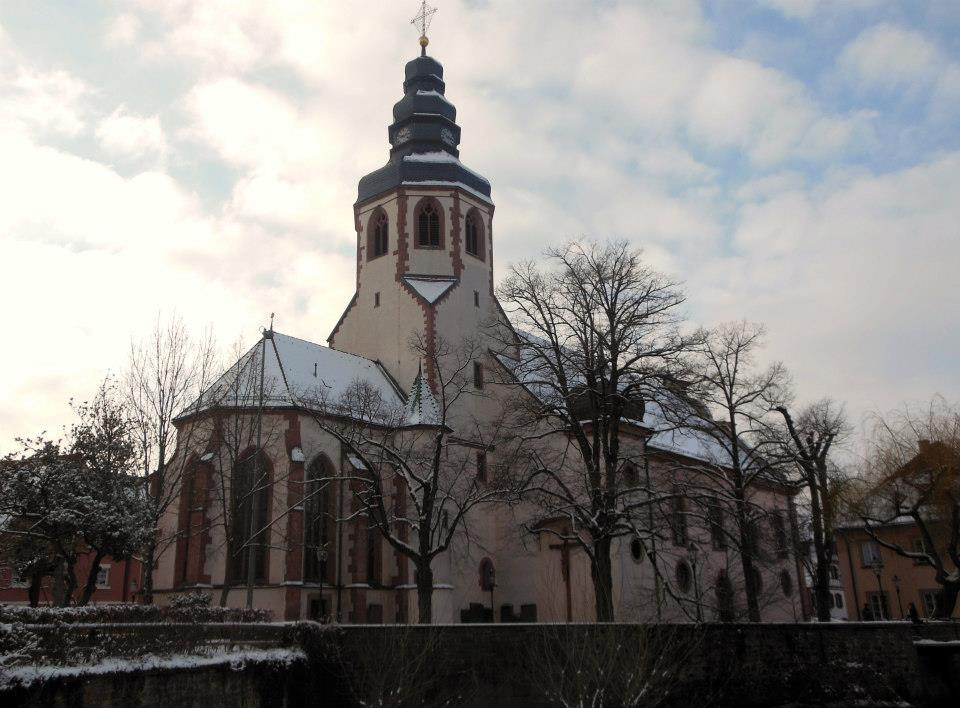
Saint-Martin
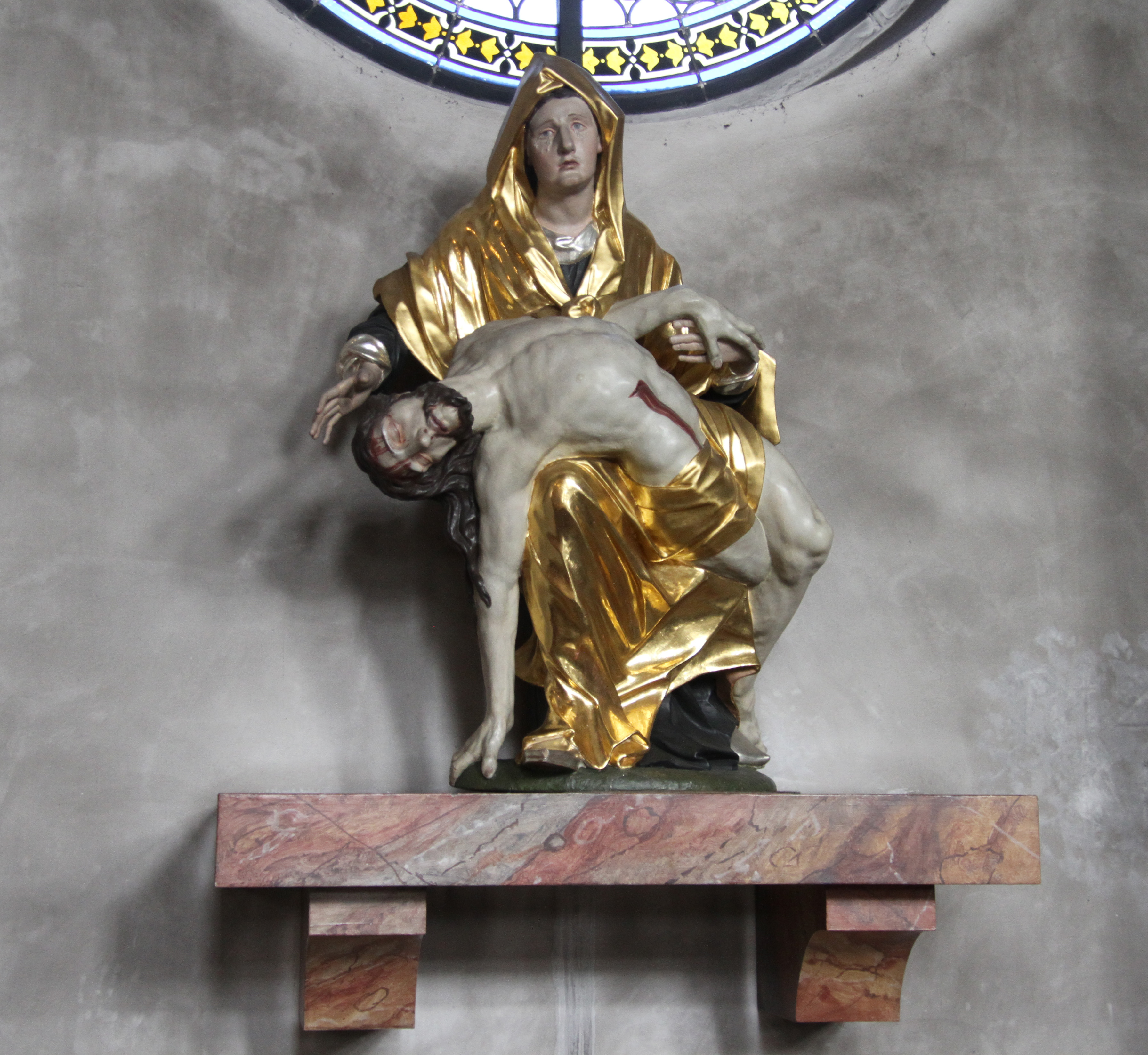
Saint-Martin
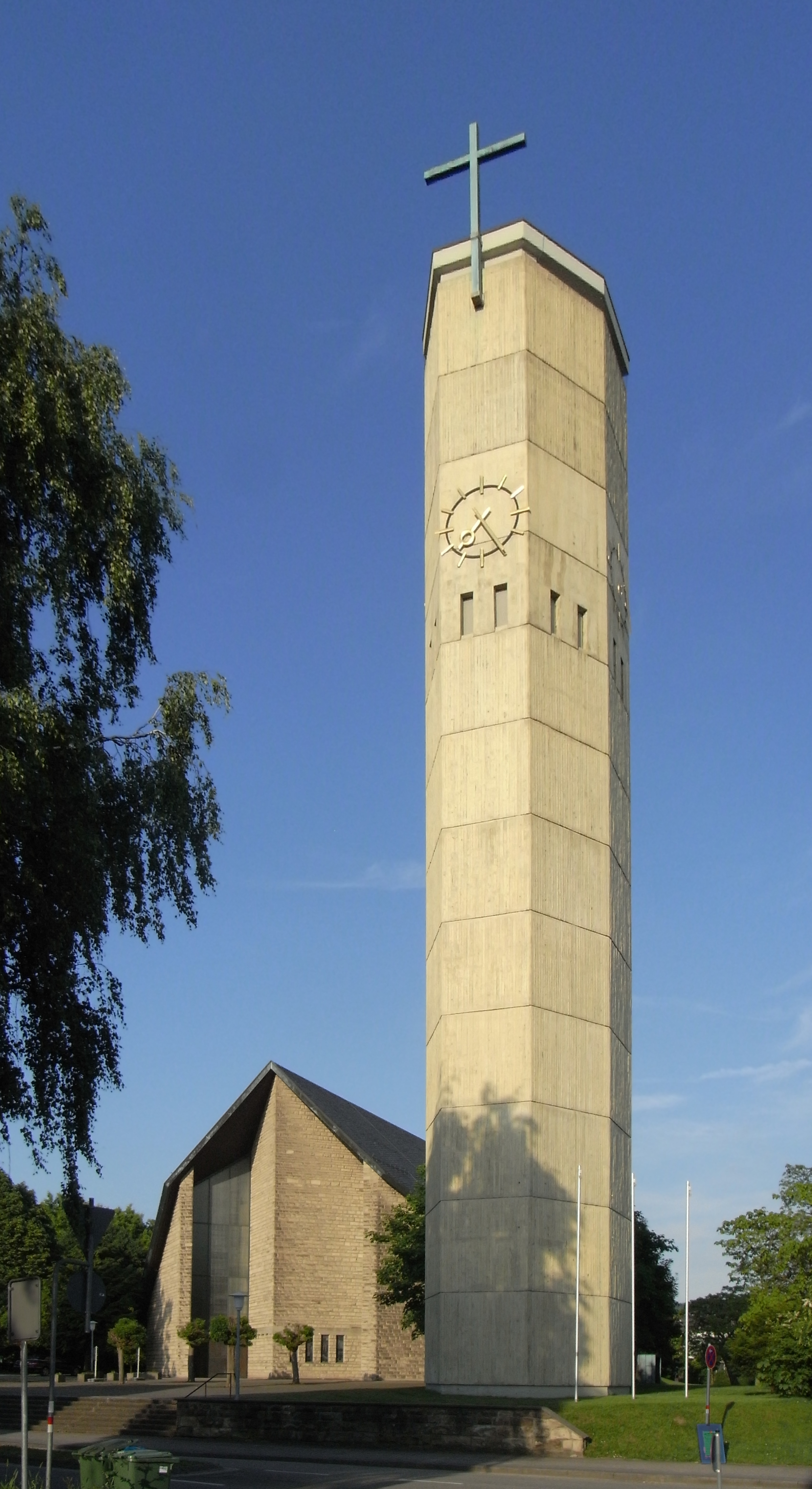
Notre-Dame
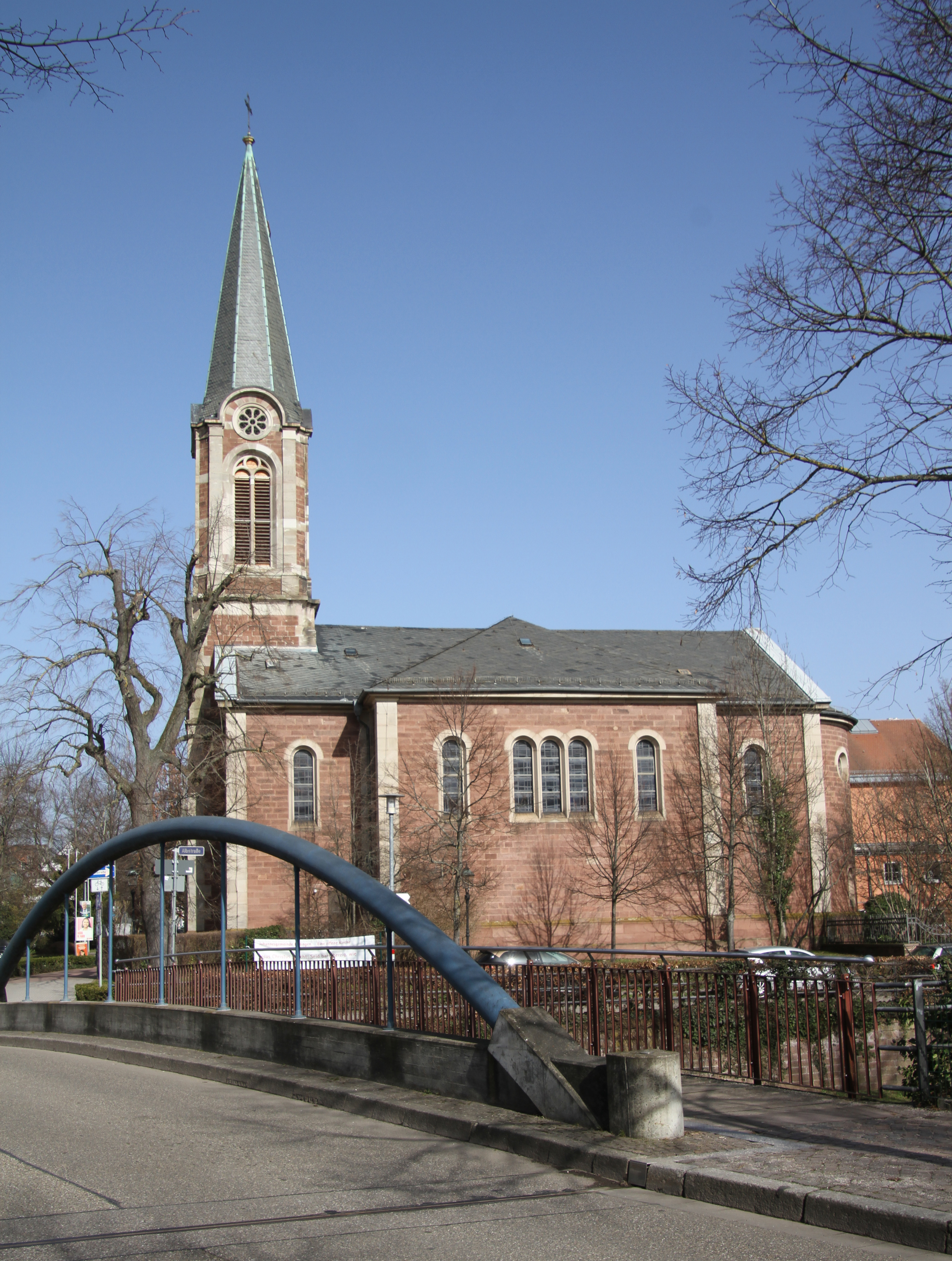
Saint-Jean

#### Culte catholique
- Église Notre-Dame (Ettlingen West);
- Église du Sacré-Cœur (Pforzheimer Strasse);
- Église Saint-Antoine (Spessart);
- Église Saint-Boniface (Schöllbronn);
- Église Saint-Denis (Ettlingenweier);
- Église Saint-Joseph (Bruchhausen);
- Église Saint-Martin (Kanalstrasse), la plus ancienne de la ville (XVIIIe s);
- Église Saint-Wendelin (Oberweier).

#### Culte protestant
- Église néo-apostolique Sud Kdö.R. (Epernayer Strasse);
- Église Saint-Jean (Albstrasse);
- Église Saint-Paul (Ludwigburger Strasse).

## Personnalités nées dans la commune
- Kaspar Hedio (1494–1552), théologien et réformateur
- Matthias Erb (1494–1571), théologien et réformateur
- Franciscus Irenicus (1494/1495–1553), théologien et historien
- Ludwig Georg Simpert (1702–1761), margrave de Bade-Bade
- Johannes Ignaz Ullrich (1791–1876), maître d'œuvre
- Jakob Ullrich (1796–1861), homme politique
- August Bootz (1807–1851), artiste-peintre
- Franz Peter Buhl (1809–1862), homme politique et vigneron
- Franz Armand Buhl (1837–1896), homme politique
- Anton Henneka (1900–1984), juge
- Edward Sangmeister (* 1916), historien
- Hugo Geisert (1917–1986), fonctionnaire, parlementaire
- Helmut Baitsch (1921–2007), médecin et anthropologue
- Emanuel Vogel (1927–2011), professeur de chimie à l'université de Cologne
- Georg Wurster (1934–1977)
- Paul Neuhaus (* 1938), acteur
- Julius Redling (* 1947), homme politique
- Maximilian Hommens (* 1947), juriste et théologien
- Bernd Feininger (* 1948), théologien et critique littéraire
- Barbara Salesch (* 1950), juriste
- Lothar Arnold (* 1959), musicien et joueur d'échecs
- Dieter Lauinger (* 1962), homme politique
- Stefan von Holtzbrinck (* 1963), docteur en droit, éditeur et milliardaire
- Katrin Schütz (* 1967), politique
- Dirk Notheis (* 1968), directeur de la banque Morgan Stanley Allemagne

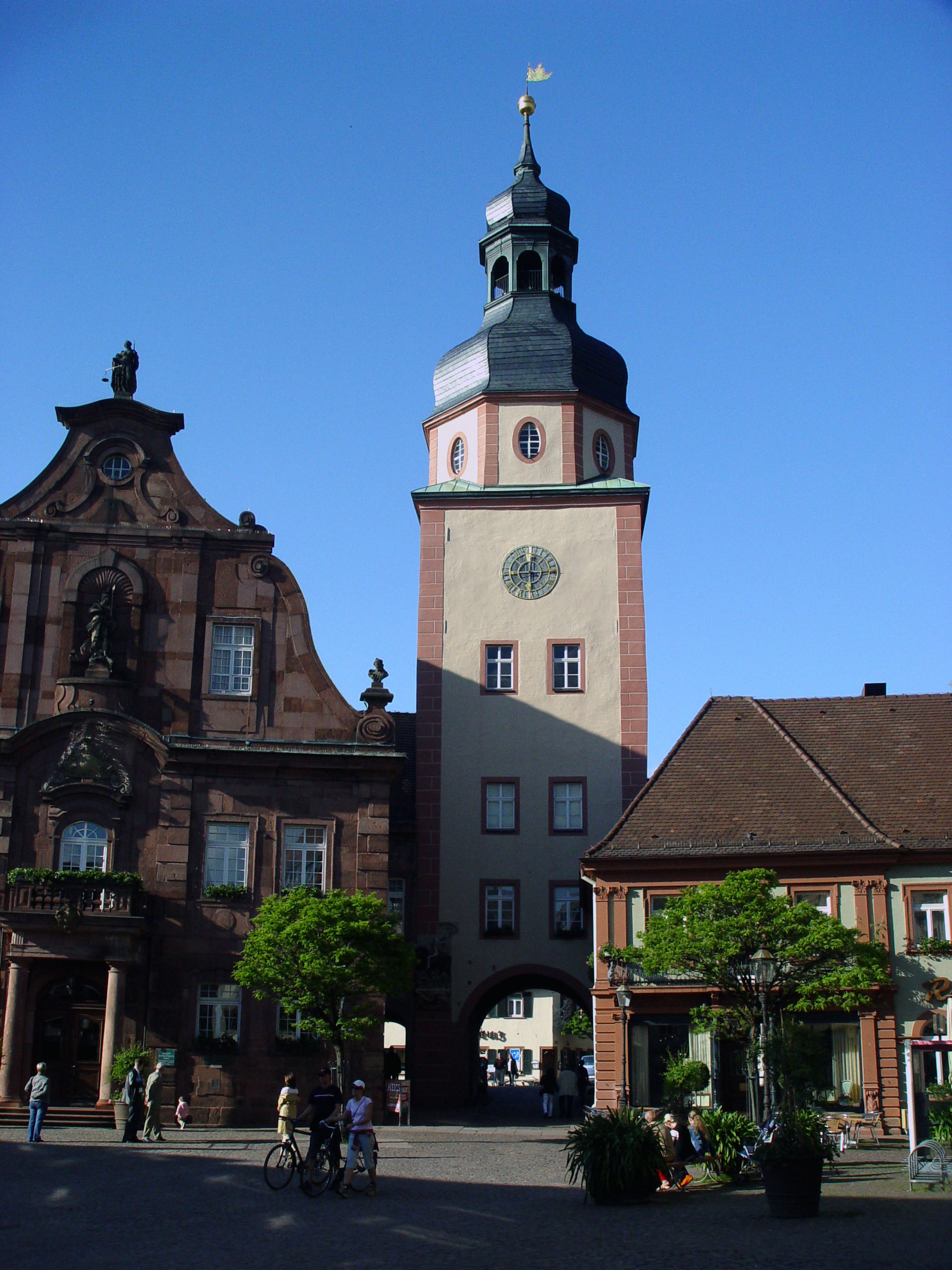
Ettlingen

- Simon Pierro (* 1978), magicien